# Șpakove, Novomîrhorod
Șpakove (în ucraineană Шпакове) este localitatea de reședință a comunei Șpakove din raionul Novomîrhorod, regiunea Kirovohrad, Ucraina.

## Demografie
Componența lingvistică a localității Șpakove
     Ucraineană (93,17%)
     Rusă (4,1%)
     Română (2,46%)
     Alte limbi (0,27%)
Conform recensământului din 2001, majoritatea populației localității Șpakove era vorbitoare de ucraineană (93,17%), existând în minoritate și vorbitori de rusă (4,1%) și română (2,46%).